# Kretschmers konstitutionslära
Kretschmers konstitutionslära, efter den tyske psykiatrikern Ernst Kretschmer, var en teoretisk modell som försökte hitta ett samband mellan människors kroppskonstitution och deras personlighetsdrag. Kretschmer beskrev detta i sin bok Körperbau und Charakter (1921). Han menade att människor kunde delas in i tre huvudgrupper efter deras kroppskonstitution, och att dessa konstitutionstyper var associerade dels med vissa personlighetsdrag och dels med ökad risk för vissa psykiska problem. De tre huvudtyperna i Kretschmers konstitutionslära var den leptosoma, den pykniska och den atletiska.
Leptosoma (av grekiskans leptos, tunn) människor kännetecknades enligt Kretschmer av slank kroppsbyggnad, smalt skulderparti, spetsig revbensvinkel, lång och smal hals, äggformat huvud, tydlig näsa men otydlig haka och kraftiga ögonbryn. Själsligen skulle leptosoma individer vara slutna, nervösa, sakna humor, ha svag könsdrift, måna om sin prestige och svåra att lära känna. De skulle löpa ökad risk för schizofreni.
Pykniska (av pyknos, tät eller satt) människor kännetecknades av hög vikt i förhållande till längden, anlag för fetma, kort men bred bröstkorg med trubbig revbensvinkel, kort och tjock hals, femkantigt huvud och djupt sittande ögon. Själsligen skulle de vara humoristiska, öppna, vänliga och lugna med stark könsdrift och ökad risk för bipolär sjukdom.
Atletiska människor kännetecknades av breda axlar, välutvecklad muskulatur och grovt skelett. Själsligen lika leptosoma individer.
Utifrån dessa tre grundkonstitutioner kunde man sedan definiera ett antal mellanformer. Kretschmers konstitutionslära blev relativt spridd under första halvan av 1900-talet men föll i vanrykte i samband med rashygienen och har idag enbart medicinhistoriskt intresse.